# Napalm Records
Napalm Records je austrijska izdavačka kuća, koja objavljuje diskografska izdanja heavy metal i hard rock izvođača.
Osnovao ju je Marcus Riedler 1992. godine, sjedište joj je u Eisenerzu. U početku su objavljivali samo izdanja black i folk metal sastava, no kasnije su prešli i na gothic, simfonijski, power i doom metal te stoner rock.

## Sastavi
Neki od sastava koji imaju ili su imali potpisan ugovor s Napalm Recordsom:
| - Alestorm - Arkona - Belphegor - Brant Bjork - Dargaard - Draconian - Edenbridge - Einherjer - Elis - Enthroned - Fairyland - Falkenbach - Glittertind - Grave Digger - Heidevolk | - Karma to Burn - Korpiklaani - Lacrimas Profundere - Leaves' Eyes - Monster Magnet - Nightmare - Power Quest - Siebenbürgen - Sirenia - Summoning - Svartsot - Trail of Tears - Tristania - Týr |

## Vanjske poveznice
- Službena stranica